# Spaccaossa
Spaccaossa è un film italiano del 2022 diretto e interpretato da Vincenzo Pirrotta.

## Trama
Nella periferia di Palermo, una banda di malviventi frattura ossa a persone consenzienti al fine di simulare incidenti per truffare le assicurazioni. Le situazioni descritte nel film sono riportate come realmente accadute: infatti alla fine del film un testo scritto su sfondo nero spiega che tali malviventi poi sono stati arrestati.

## Distribuzione
Il film è stato presentato il 6 settembre 2022 nella sezione "Notti veneziane" alle Giornate degli autori della 79ª Mostra internazionale d'arte cinematografica di Venezia ed è stato distribuito nelle sale cinematografiche italiane il 24 novembre 2022.

## Riconoscimenti
- 2022 - Vittoria Peace Film Fest
  - Miglior lungometraggio